# Ян Сяо (веслувальниця)
Ян Сяо (6 березня 1964) — китайська академічна веслувальниця.
Срібна призерка Олімпійських Ігор 1988 року в складі розпашної четвірки зі стерновою, бронзова призерка 1988 року в складі вісімки, учасниця 1984 року.